# Рух мистецтв і ремесел
Рух мистецтв і ремесел (англ. Arts and Crafts movement) — започаткований в Англії у XIX столітті рух за збереження і розвиток мистецтв і ремесел, що первісно був пов'язаний із прагненням просвітницьких та соціальних змін.

## Початок
Дослідження історії руху виявило, що первісно ідею занепаду естетичних стандартів нації з моральним кліматом спробував пов'язати архітектор Огастес П'юджин (1812—1852). Він був прихильником готики, котру в Британії були схильні вважати носієм справжніх християнських якостей. У власній книзі «Контрасти», виданій 1836 року, П'юджин наводив приклади поганих на його думку прикладів невдалого містобудівництва і поганих споруд на відміну від зручних і вдалих споруд середньовіччя (!), тоді як неоготика П'юджина була більш регулярною, а рівень комфорту його готичних споруд помітно перебільшував рівень комфорту споруд доби готики.
Відродження готичних форм на новому етапі ніби могло на думку П'юджина сприяти покращенню і морального клімату в британському суспільстві, і відродити зручну готичну архітектуру. Розробляти деталі власних теоретичних настанов він залишав власним послідовникам, котрими і стануть Вільям Морріс та Джон Раскін.
Рух мистецтв і ремесел пройшов два етапи. На первісному етапі рух очолив теоретик Вільям Морріс. Він і почав реально втілювати ідеї Огастеса П'юджина та свої власні в реальність з 1861 року, коли заснував фірму «Морріс, Маршал, Фолкнер і Ко». Пізніше назву змінили на «Морріс і Ко». Фірма почала виготовляти килими, меблі, вітражі як спротив стандартизованому, одноманітному потоку виробів. Британія пережила першу хвилю індустріалізації і британські аналітики першими стикнулися з усіма негараздами і недоліками експлуатації простих робітників, хижацьким використанням людських і природних ресурсів, прагненням швидкого збагачення окремих родин за будь-яку ціну і попри всі настанови, включаючи навіть і настанови християнські.
Морріс ідеалізував британське середньовіччя і ремесла, вважав, що тільки ремеслове виробництво зберігає творчість і насолоду від самої праці, а також благодійно впливає на самого виробника. Тому відродження ремесел і ручного, мануфактурного виробництва стало ідеологічною програмою руху, метою самого Морріса. Він навіть вважав, що ремеслове виробництво зберігає кращі якості виробів, а тому благодійно вплине і на самих виробників, і на покращення стосунків між власниками заводів і фабрик та їх робітниками. В програму власної діяльності були закладені якості просвітництва та покращення кінець кінцем самого суспільства.
Морріс почав експерименти з різними ремеслами, сам виготовляв проекти меблів та інтер'єрів. Все це мало стати візитівкою руху, котрий він тоді очолював. За зразки були взяті або старовинні килими, вітражі і текстиль, так і меблі сільської Англії.
Побутові та ужиткові речі, котрі виготовляла фірма Морріса були призначені покращити побут пересічних і небагатих мешканців. Аби мати прибуток, ціни на їх вироби встановили надзвичайно високі і вироби фірми Морріса могли придбати тільки надто багаті споживачі. Ідеї Морріса почали гальмувати вже за його життя.

## Подальша історія руху

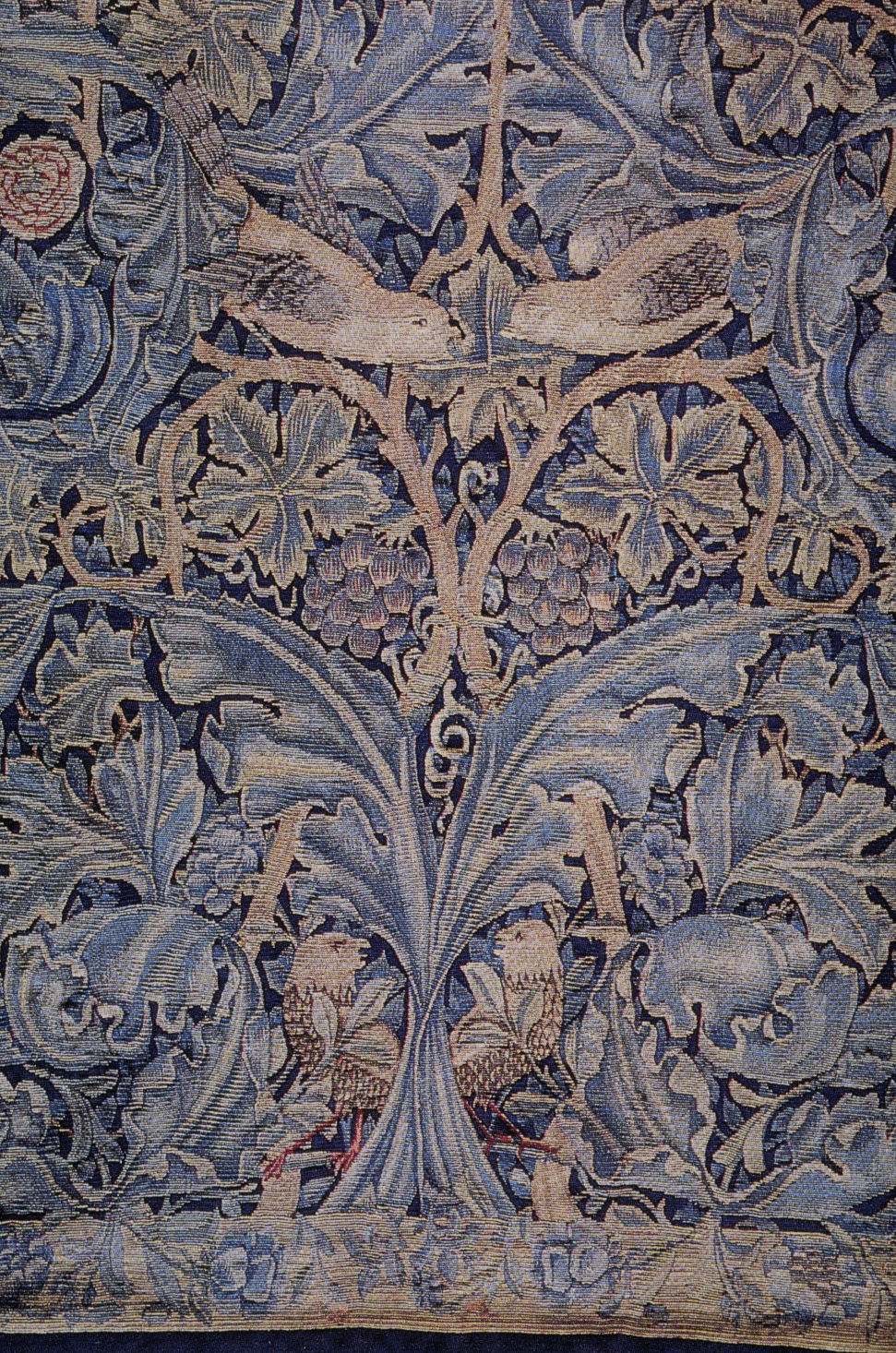
Дизайн В. Морріса, фрагмент килима з рослинами і птахами. Літо 1879 р.

1862 року вироби фірми Морріса були показані на міжнародній виставці. Рух почав набирати прихильників і популярності. Він прагнув створити нове і демократичне мистецтво, розраховане на пересічних мешканців. А його експериментами і виробами зацікавились аристократія та багаті верства населення. Частка виробів його фірми прикрасила храми, приватні колекції та палац Сент Джеймс. Тобто з демократичним мистецтвом не вийшло.
Вироби його фірми набули популярності і наприкінці XIX століття їх почали виготовляти промисловими технологіями. Ремесла не відміняли, але перемога була за масовим і серійним виробництвом.
Як і майстри середньовіччя, митці XIX століття почали створювати чи об'єднуватись у гільдії, товариства тощо. В Британії нарахували близько ста тридцяти товариств прихильників руху мистецтв і ремесел, більшість котрих виникла у період 1895—1905 років, хоча Вільям Морріс не був з ним пов'язаний.
Ще 1881 року Мері Фрезет Тітлер, Еглантін Луїза Джеб та інші ініціювали створення Головної асоціації мистецтв і ремесел. Метою асоціації стануть заохочення мешканців невеликих міст та селян у відроджені ремесел, але їх відокремлювали від прибуткової діяльності. Метою було опанування нових професій, підвищення художнього рівня виробів, підвищення масових смаків. До 1889 року було засновано 450 класів, де навчалось близько 5000 провінційних відвідувачів.
1882 року британський архітектор Артур Хейгейт Макмурдо (1851—1942) заснував гільдію Століття, куди також увійшли Герберт Хорн (1864—1916), дизайнер, архітектор і друкар, скульптор Бенджамін Кресвік (1853—1946), Клемент Хітон, Силвін Імідж (1849—1930) священник, дизайнер вітражів.
1882 р. Прихильником ідей Вільяма Морріса та Джона Раскіна, мистецьких і соціальних, був дизайнер та архітектор Чарльз Роберт Ешбі. 1882 року він заснував гільдію та школу ремесел у лондонському Іст-Енді. Вже 1889 року школа закрилась. Помітно довше працювала сама гільдія та її майстерня, котра виготовляла меблі, вироби з металу, емалі, текстиль і коштовні прикраси. Як архітектор Чарльз Роберт Ешбі встиг вибудувати декілька будинків в сільському або народному англійському стилі та як дизайнер проекти посуду зі срібла. Але у змаганні з промисловим виробництвом гільдія мала програти і програла, 1908 року вона теж закрилась. Про соціальні реформи засобами мистецтва вже не йшлося.

## Ірландія
А Ірландії рух мистецтв і ремесел спирався на національні традиції в скловарному виробництві і в архітектурі. Але ідейним навантаженням руху були не соціальні реформи, а культурна ідентичність та думки про національну самоідентифікацію.

## Шотландія
До представників руху мистецтв і ремесел у Шотландії відносять Джеймса Боллантина (1806—1877), майстра живопису по склу і вітражиста. Серед знайомих Боллантина у Глазго був Даніель Котьє (1838–9118), котрий був під впливом ідей Вільяма Морріса, Джона Раскіна та Форда Медокса Брауна (1821—1893), художника і дизайнера вітражів, прихильника прерафаелітів і їх знайомого.
Дещо незалежним від них був дизайнер та теоретик мистецтва Крістофер Дрессер (1834—1904), представник англо-японської стилістики, межі існування котрої позначають у приблизно у 50 років. Англо-японська стилістика мала вплив на декоративно-ужиткове мистецтво Англії та на дизайн і декор інтер'єрів, де були помітними впливи модної тоді японської естетики, поверхнево і механічно перенесеної у іншу кліматичну і культурну зону.
На позиції національного варіанту стилю модерн вже перейшов Чарльз Ренні Макінтош (1868—1928), архітектор, художник, дизайнер інтер'єрів, яскравий представник школи мистецтв Глазго, молодість котрого прийшлася на розвиток руху мистецтв і ремесел.

## Поява в інших країнах

### Бельгія
Серед перших країн, що підхопили ініціативу теоретиків і практиків руху мистецтв і ремесел у Британії, були майстри Бельгії приблизно з 1890 року. Послідовниками цього руху були Анрі ван де Велде (1863—1957). Габріель ван Діве, Густав Сюррьєр-Бові та представники художнього товариства «Вільна естетика».
Рух мистецтв і ремесел співіснував тут з пошуками в стилі сецесія (модерн), при цьому бельгійський модерн мав високий і художньо вартісний щабель, де працював такий його засновник Віктор Орта.

### Швеція
У Швеції стилістика руху мистецтв і ремесел була підхоплена художником Карлом Ларссоном та його дружиною Карин Ларссон-Бергьоо. Стилістика руху мистецтв і ремесел відбилася у створенні затишних, зручних і нерозкішних інтер'єрів їх будинку та меблів.

#### Карл Ларссон. Скандинавський інтер'єр середнього достатку

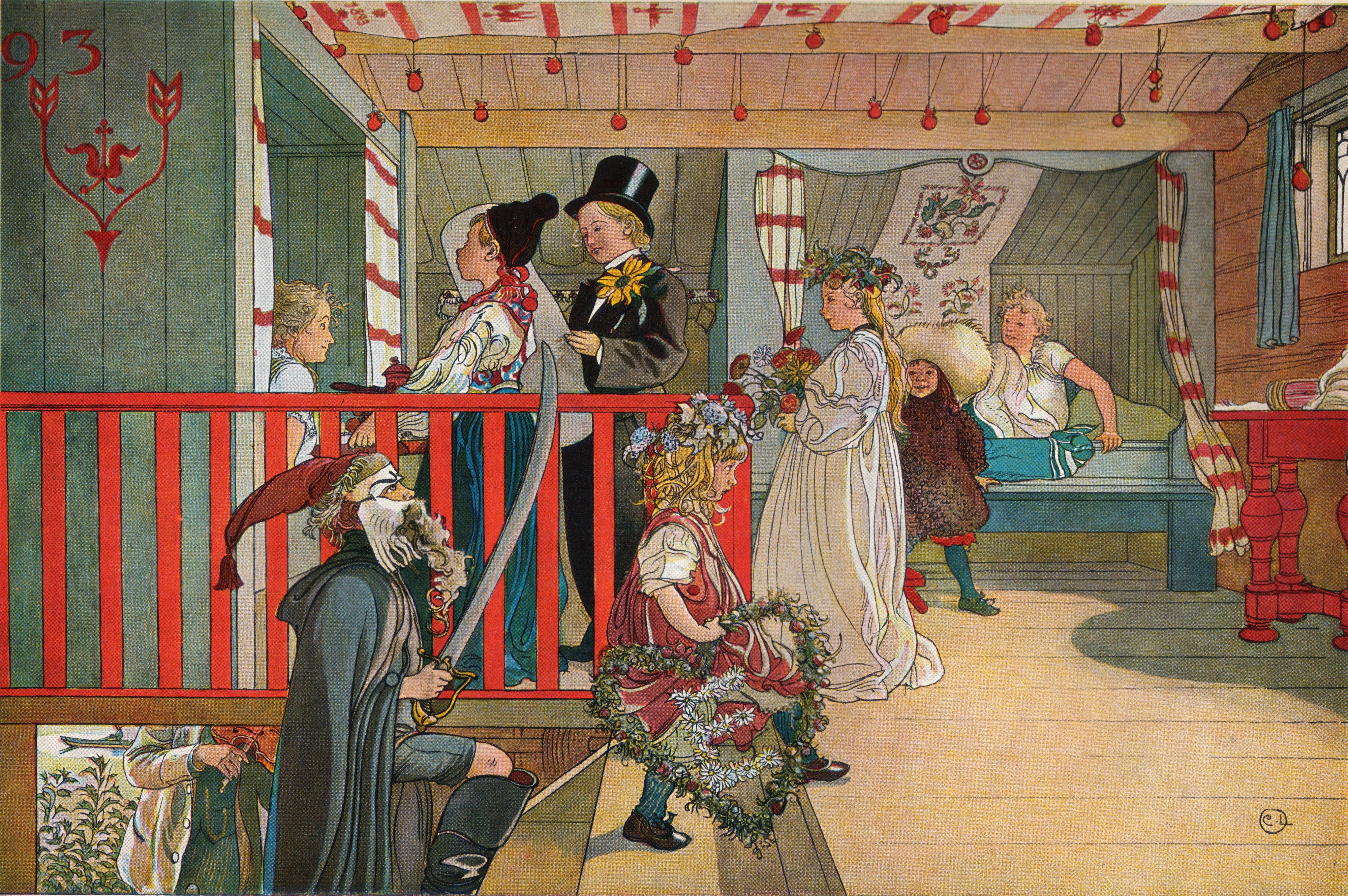
«Спальня. Вітання з днем янгола зранку», 1898 р.

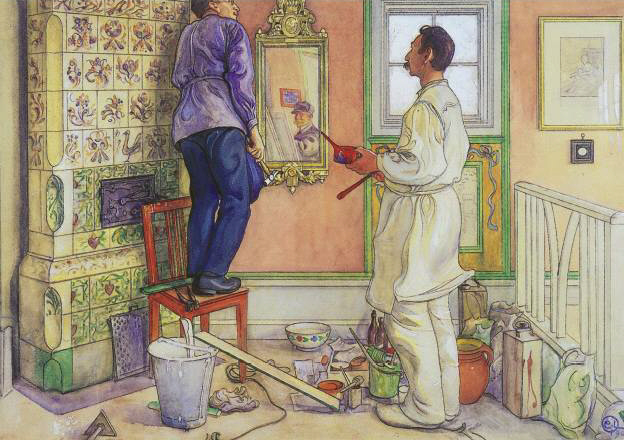
«Мій друг тесляр і художник», 1909 р.
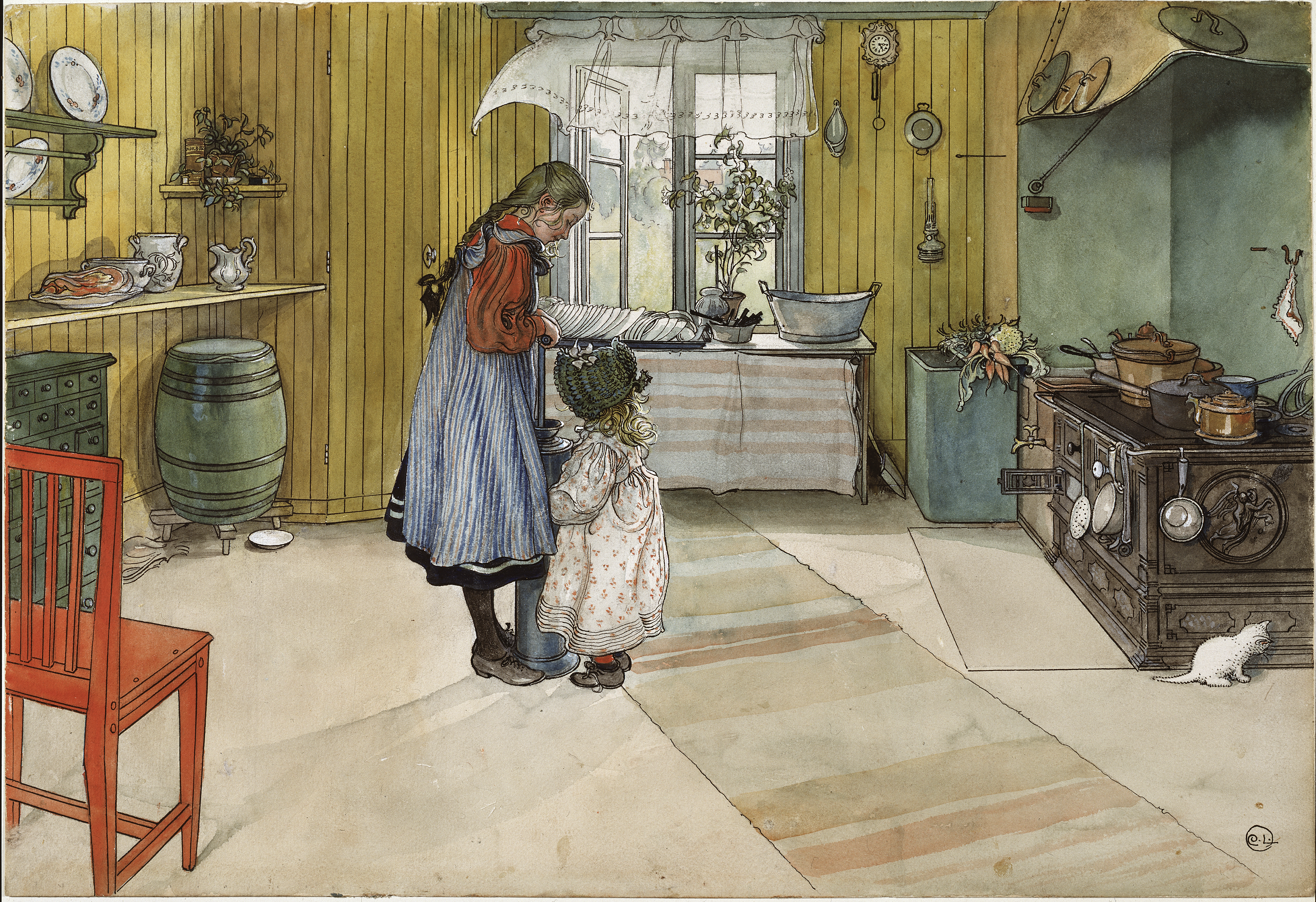
«Кухня», 1898 р.
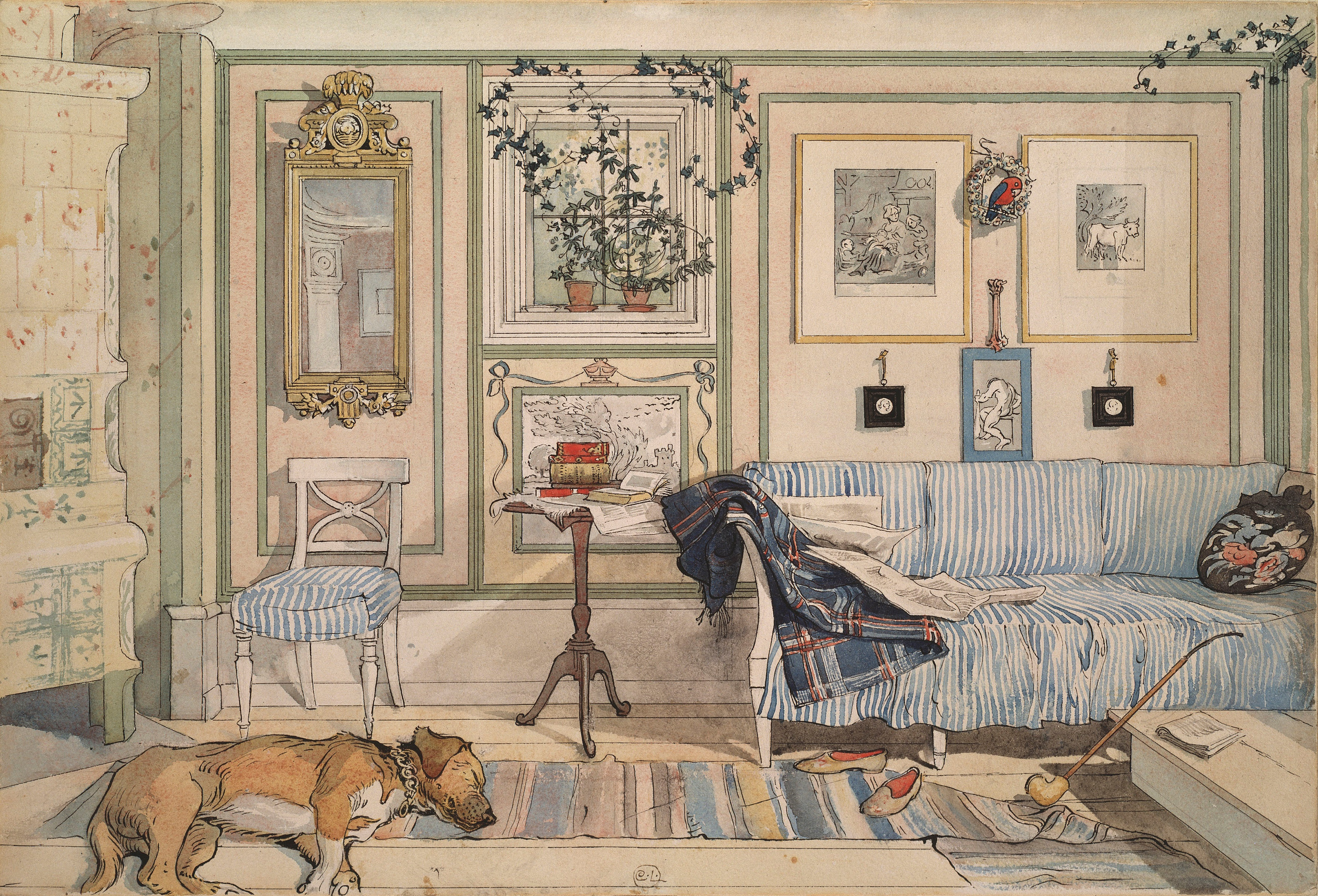
1894 р.
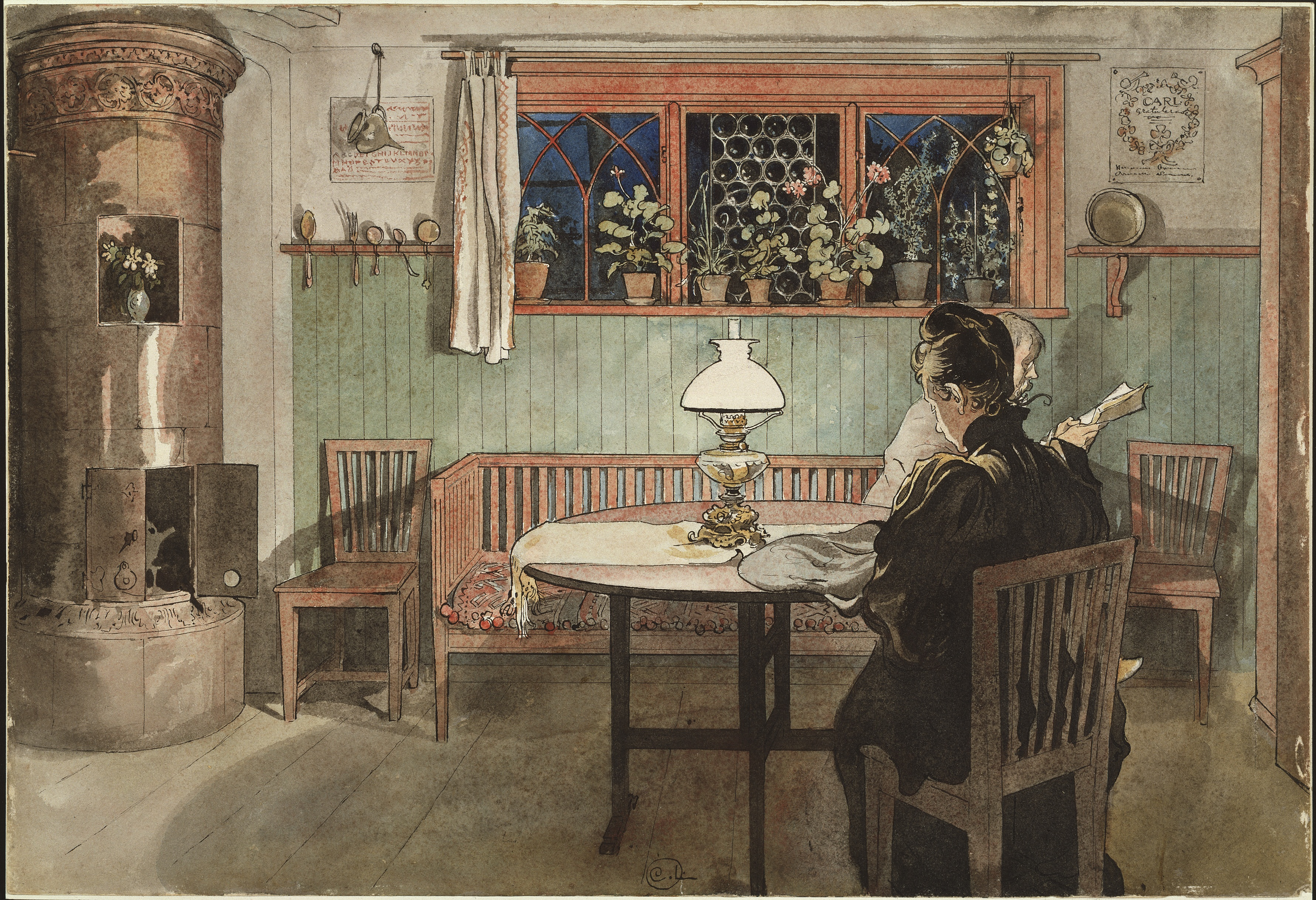
«Коли діти полягали спати», до 1898 р.
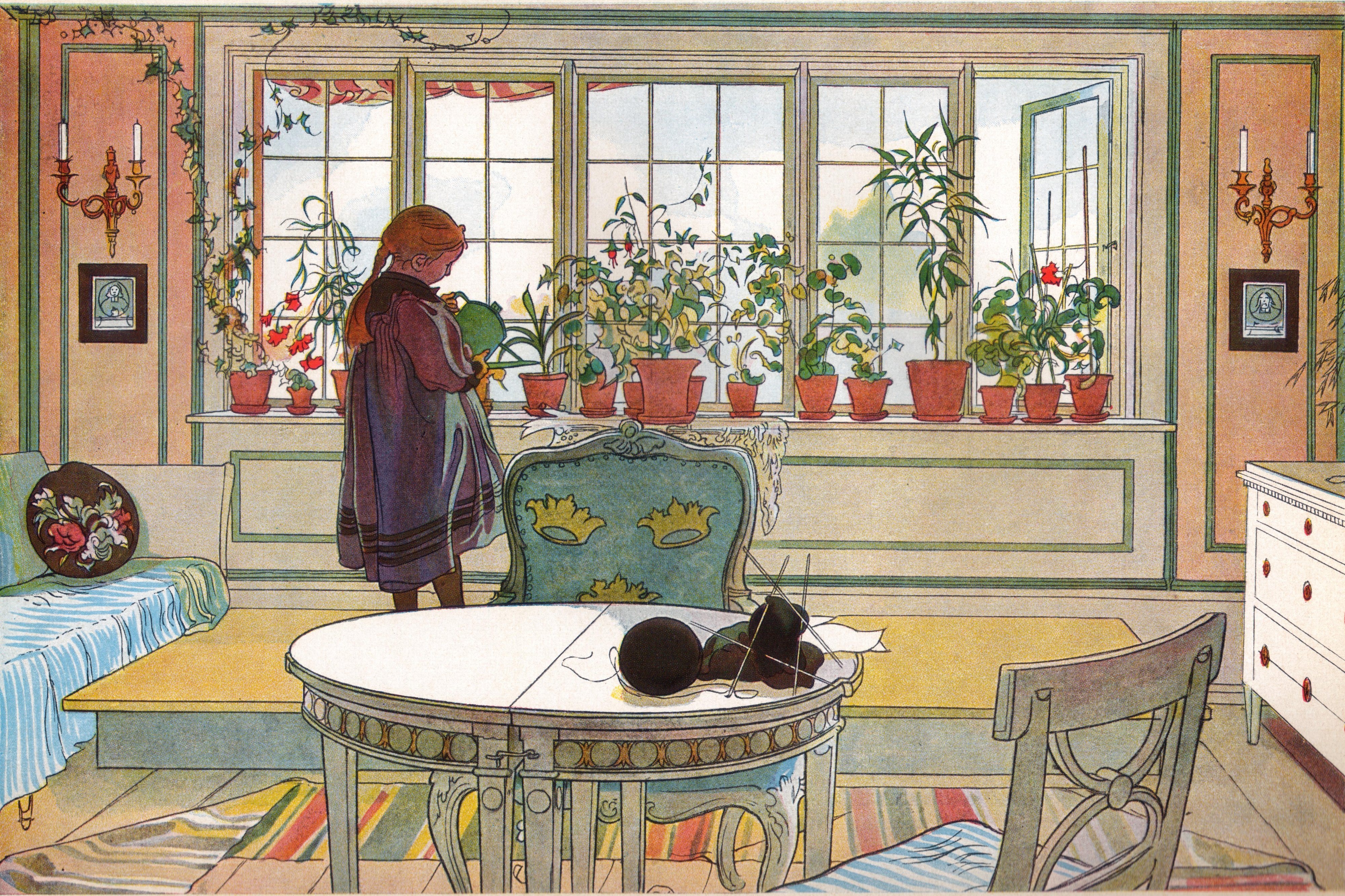
«Кімнатні рослини на підвіконні»,1894 р.

### Сполучені Штати
В Сполучених Штатах теж не були осторонь від руху мистецтв і ремесел, що мав місце в мистецтві Британії. В США почали долати відстань від престижних процесів розвитку мистецтв у Європі. Частка художників Північної Америки навчалась в Парижі і в Дюссельдорфі, народилось і захоплення французьким імпресіонізмом. Але вивчався і досвід Британії у підтримці тамтешніх ремесел відповідно до умов своєї країни.
В Сполучених Штатах, котрі переживали період піднесення економіки і промислового виробництва не було і не могло бути зневажливого ставлення до промислового виробництва як такого. Тут набули міці процеси інженерії і функціоналізму при нехтуванні естетикою в архітектурі, нехтуванні естетикою в ужитковому мистецтві. Звідси хаотична і різностильова забудова американських міст — від історичних стилів і майже точного копіювання європейських зразків до нехтування нещодавньою забудовою. В містах Сполучених Штатів була знищена забудова декількох десятиліть задля вивільнення місця для кам'яної і бетонної забудови.
Дещо кращим був стан у розвитку декоративно-ужиткового мистецтва, де акцент був не стільки на відродженні ремесел, скільки на дизайні при його промисловому виробництві. Термін Американське ремесло або стиль ремесел тут використовують для позначення виробів, створених у період 1910-1925-х років. Тобто це період розвитку між американським стилем модерн та арт-деко. Відкрились нові професійні можливості для небагатих жінок, дрібних виробників та дизайнерів (Студія Тіффані, Роквуд кераміка тощо.) В Сполучених Штатах була завеликою віра в прогрес та промислове виробництво і частиною цієї віри став і рух мистецтв і ремесел. Метою було створення умов для середнього класу і насичення ринку промисловими виробами. Лише підтримка ремесел з цим завданням упоратись не могла. В США в 20 ст. пройшло розмежування між низовою культурою натовпу та елітарною культурою багатіїв, останніх обслуговували шикарні магазини, виробництво розкошів, тури у Європу і аукціони для мільйонерів, де торгували унікальними художніми речами, археологічними знахідками та коштовностями.
Перша виставка прихильників руху мистецтв і ремесел у США була проведена 5 квітня 1897 року у місті Бостон, найбільш англійському місті країни. На виставці продемонстрували більше одної тисячі виробів від 160 ремісників, половина з котрих були жінками. Згодом представники руху з'явились у різних штатах і містах, серед котрих — Чикаго, Детройт, Новий Орлеан, Пассадена та ін. Рух мистецтв і ремесел у Сполучених Штатах відбився у провінційній архітектурі середнього класу, у виробництві місцевої кераміки, меблів тощо.

## Відомі представники
- Вільям Морріс (1834—1896)
- Огастес П'юджин (1812—1852)
- Джон Раскін (1819—1900)
- Волтер Крейн (1845—1915)
- Чарльз Ренні Макінтош (1868—1928)
- Ерік Гілл (1882—1940)

## Зразки ужиткового мистецтва руху мистецтв і ремесел

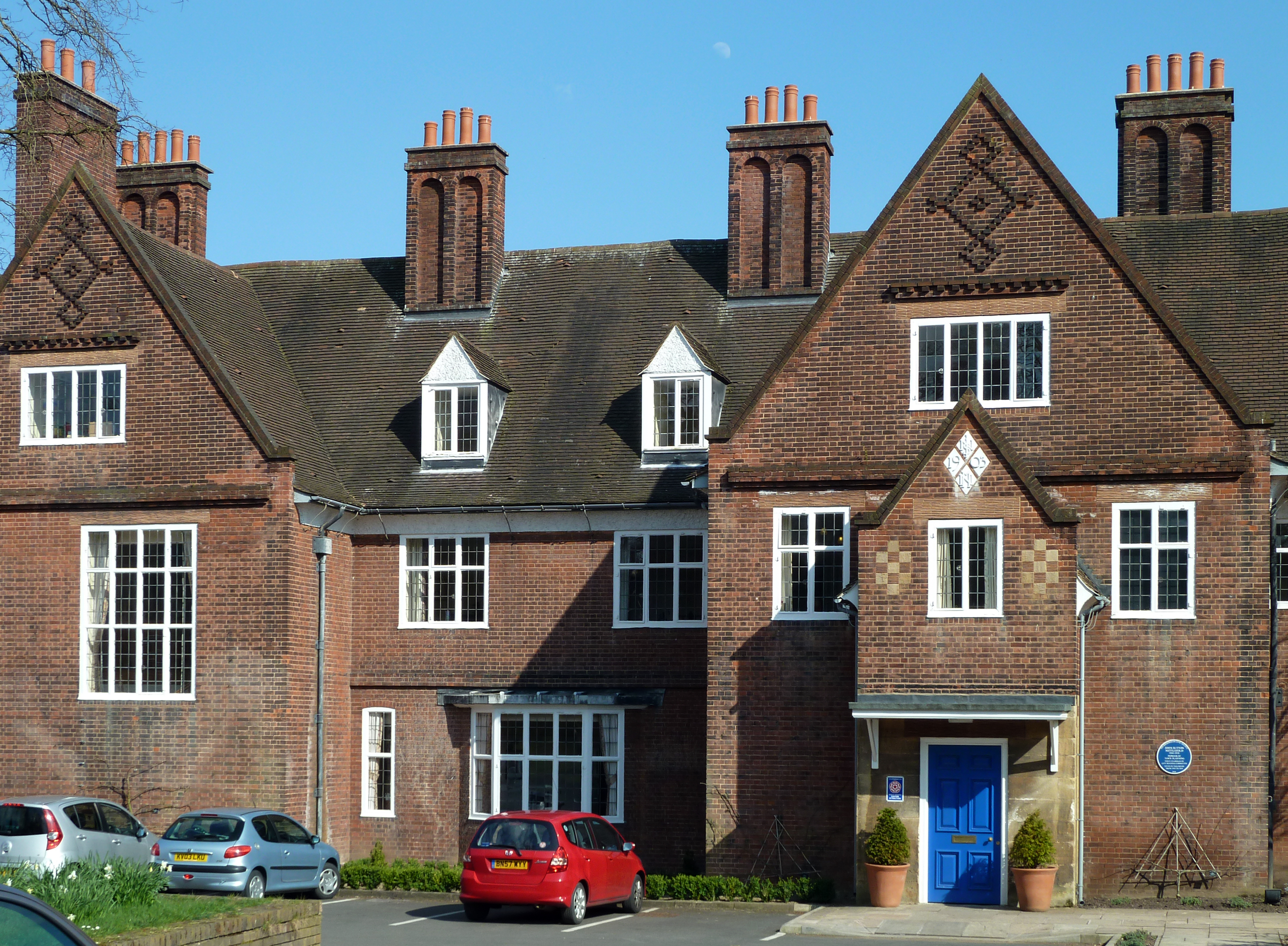
Вінтерборо Хаус, Бірмінгем, зразок в архітектурі
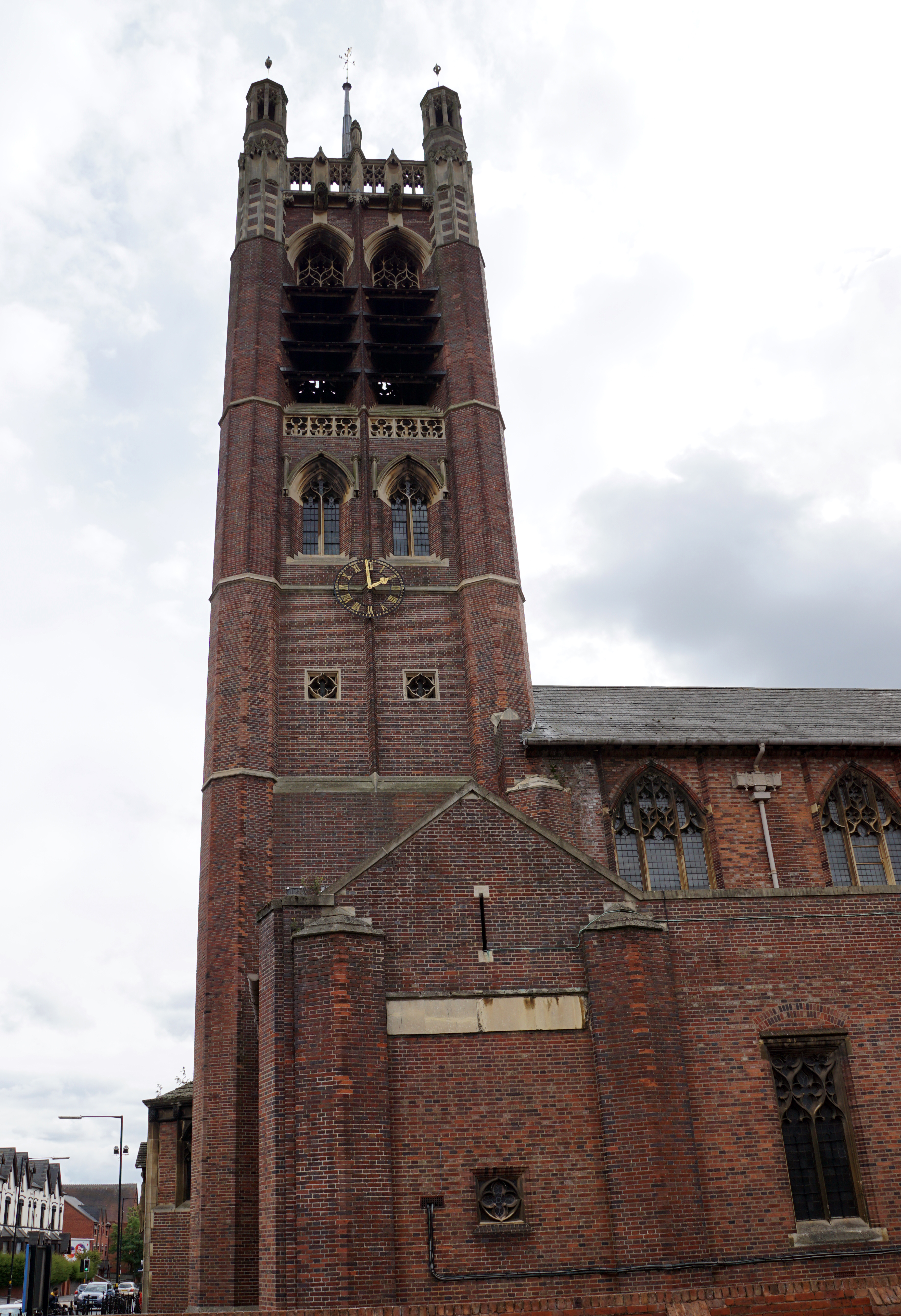
Церква св. Агати. Спаркбрук, зразок в архітектурі
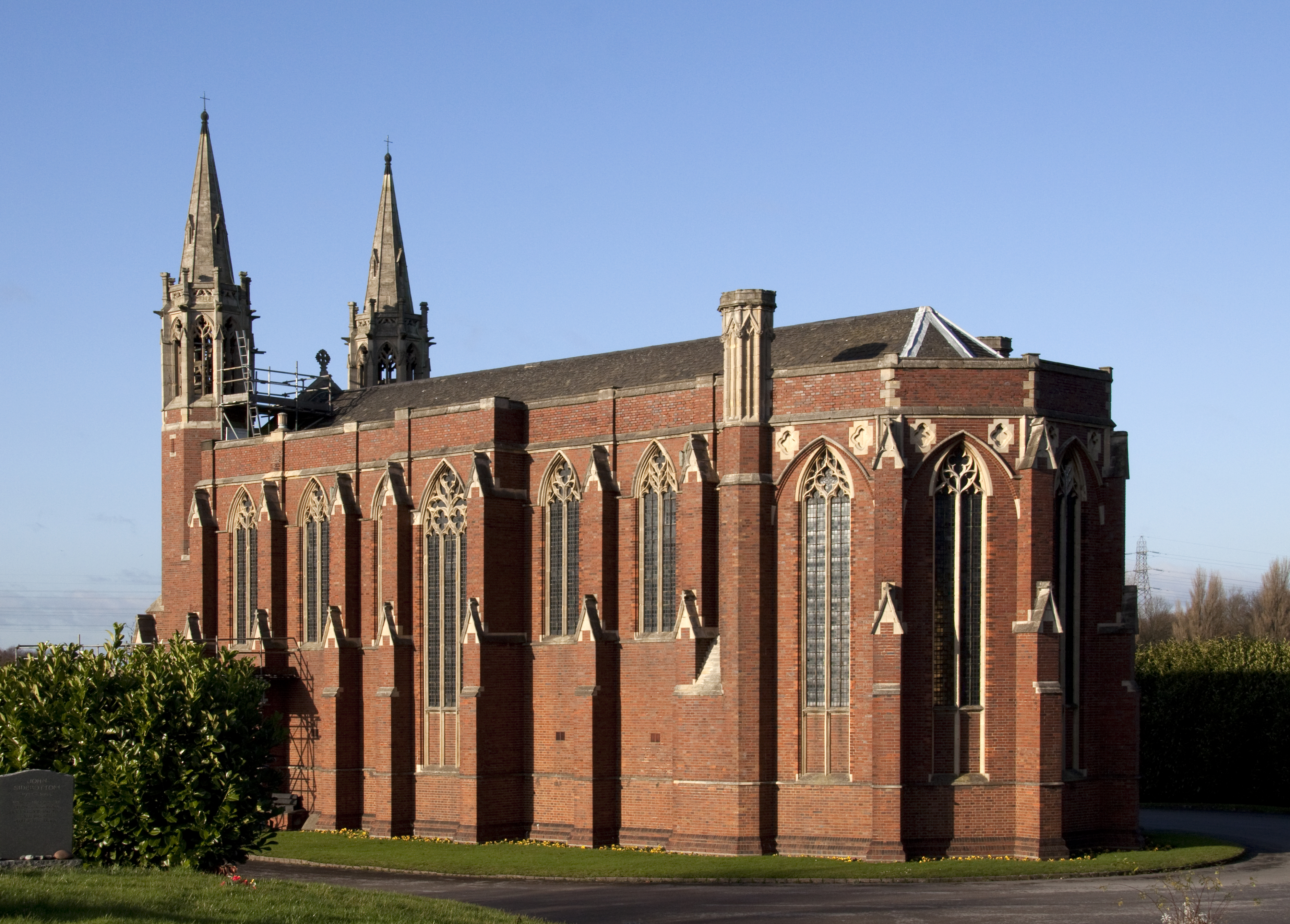
Неоготична каплиця на кладовищі Хендсворт
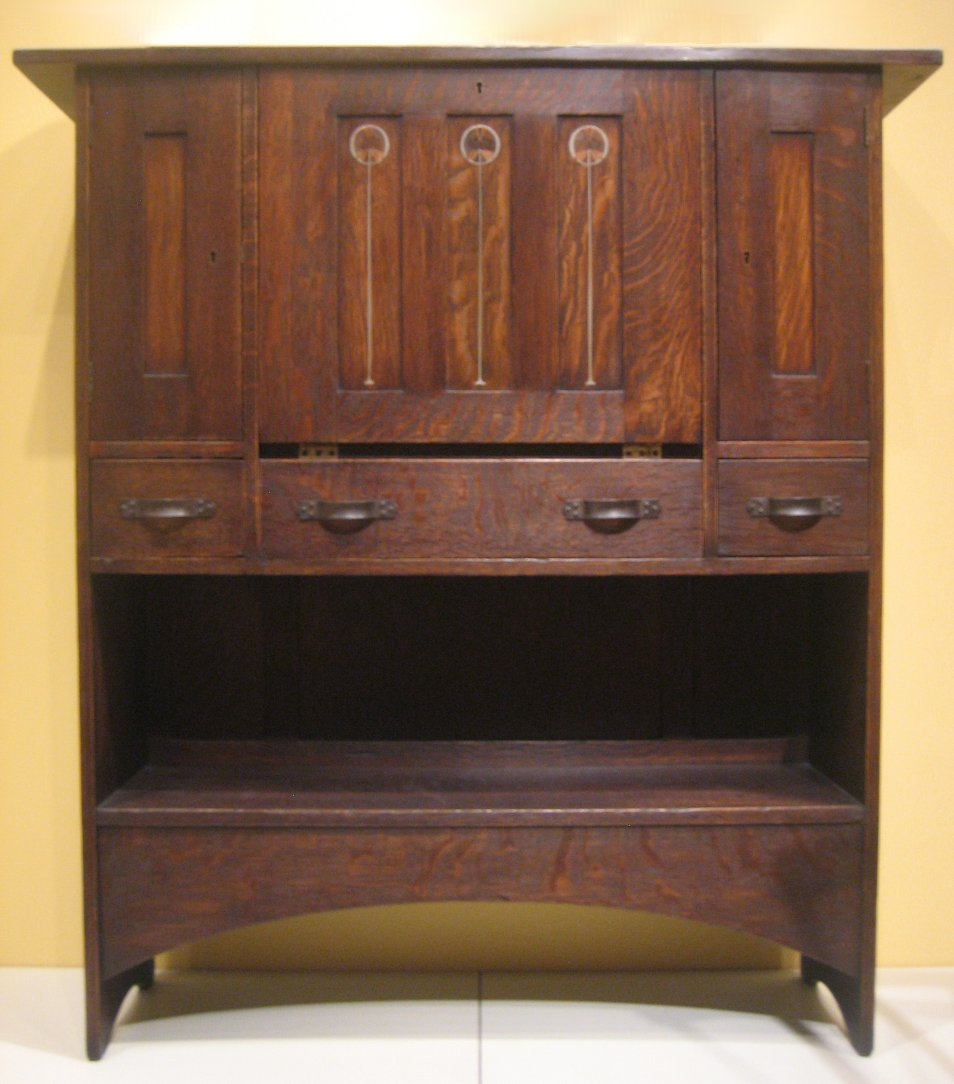
Шафа з дубу, 1904 р. Рух мистецтв і ремесел
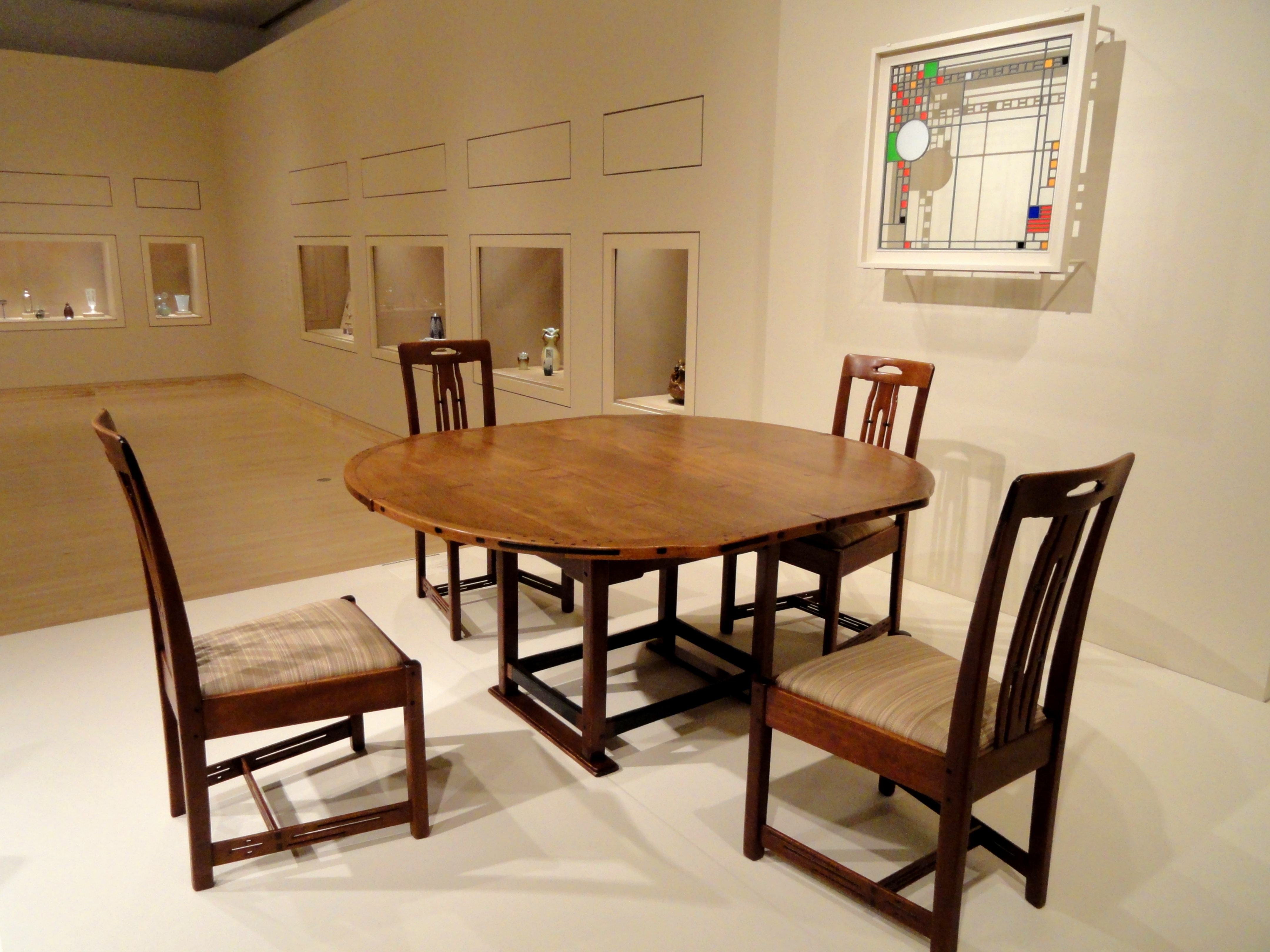
Стіл і стільці для їдальні. Рух мистецтв і ремесел
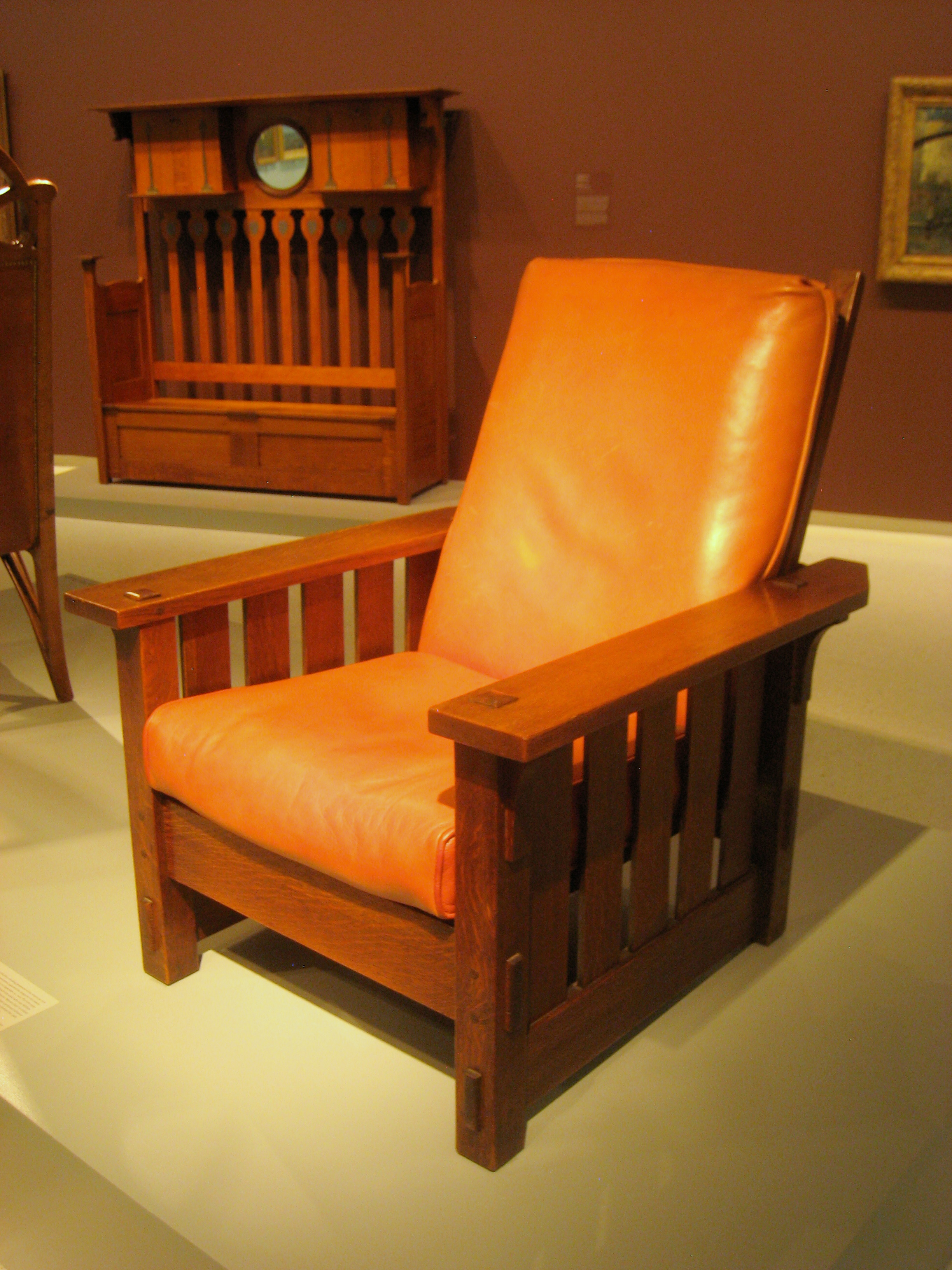
Крісло. Рух мистецтв і ремесел
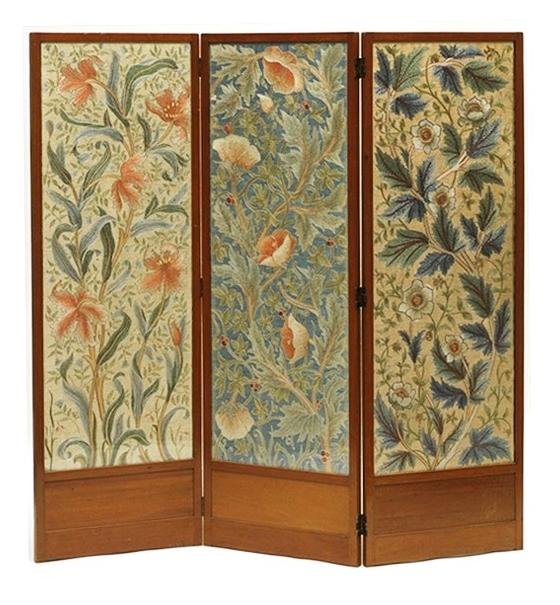
Ширма з текстилем фірми Морріса, Музей Вікторії й Альберта, Лондон
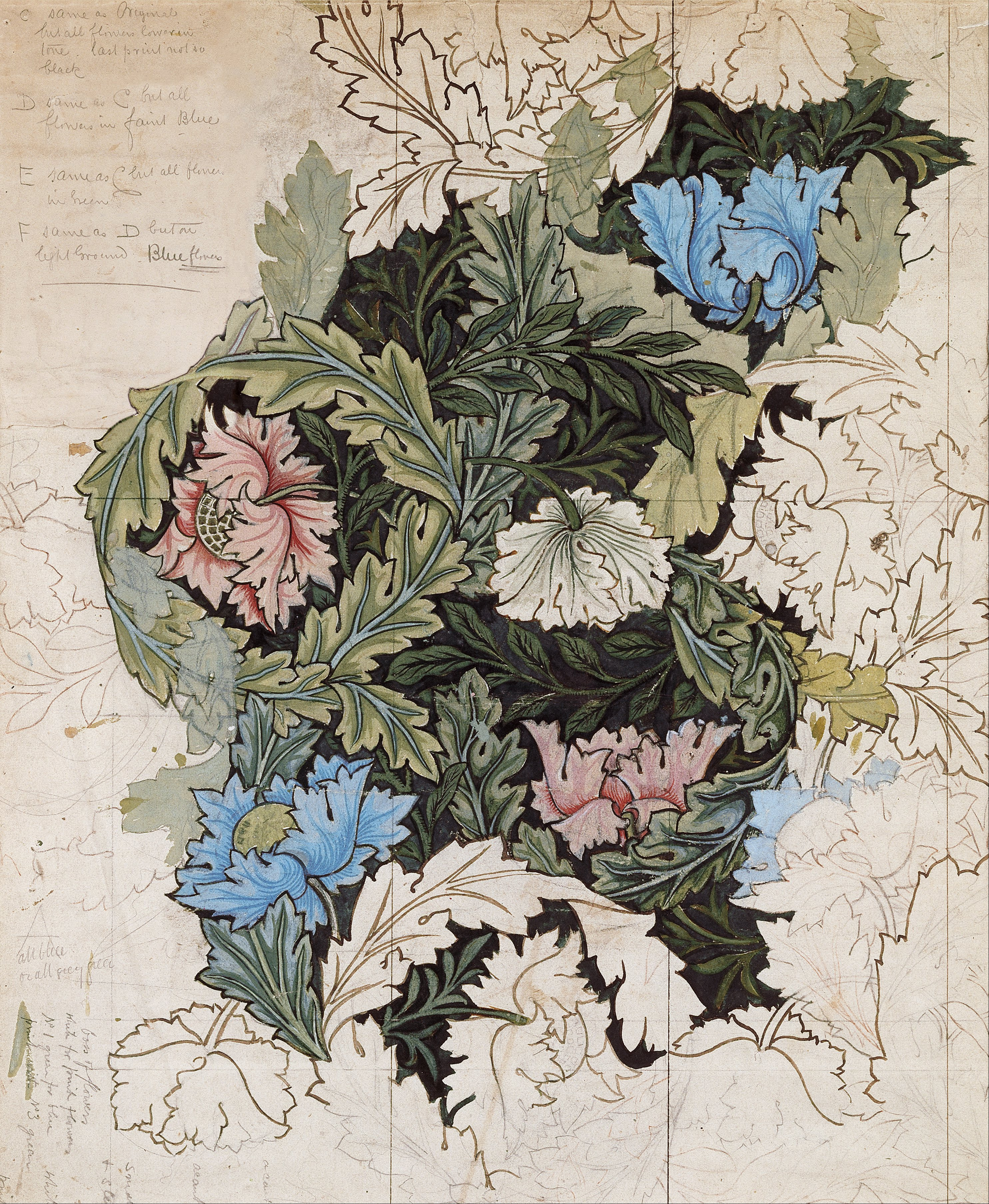
Малюнок-проект майбутнього текстилю, фірма «Морріс і Ко», бл. 1876 р.
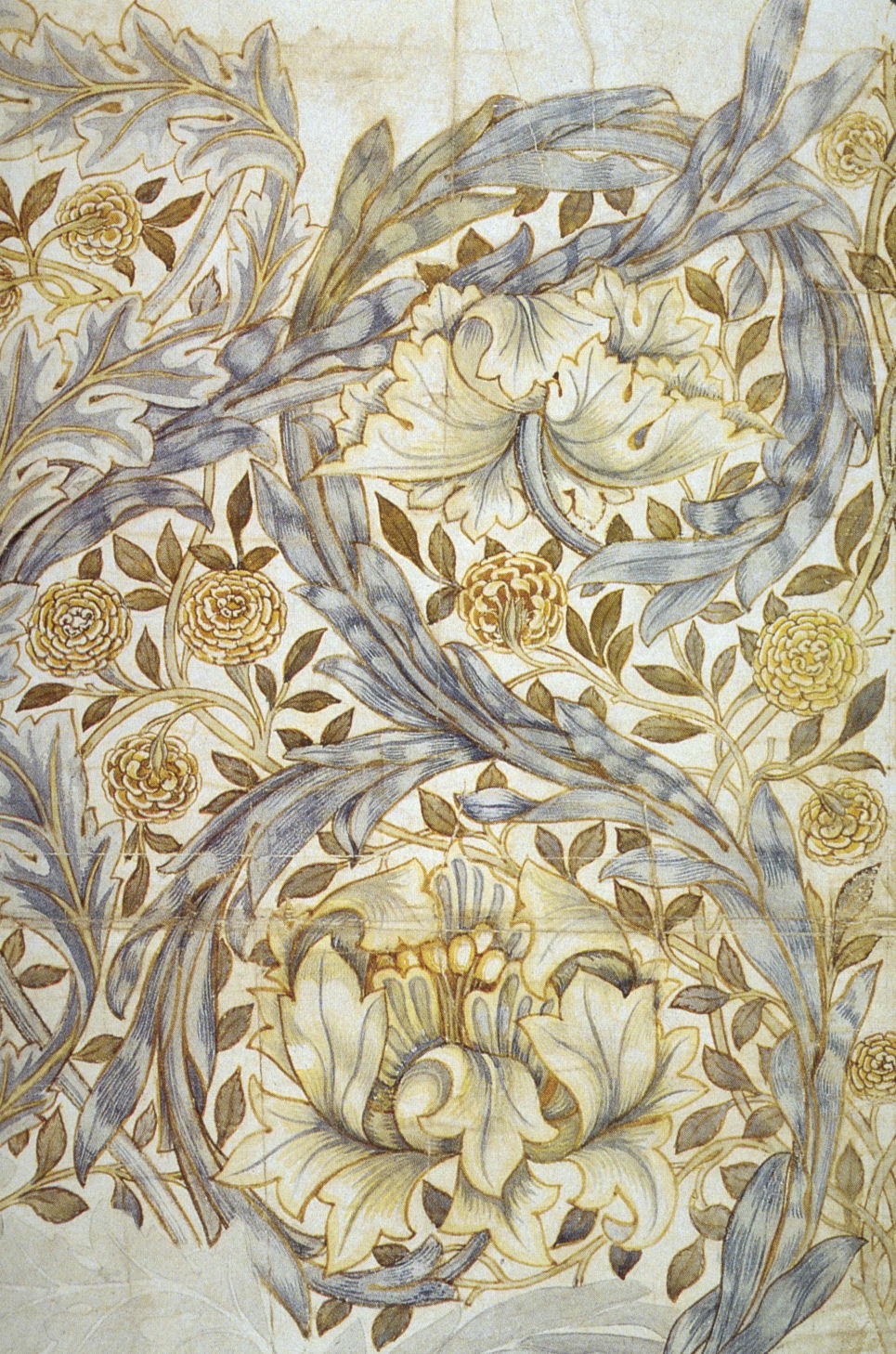
Зразок текстилю, бл. 1876 р.
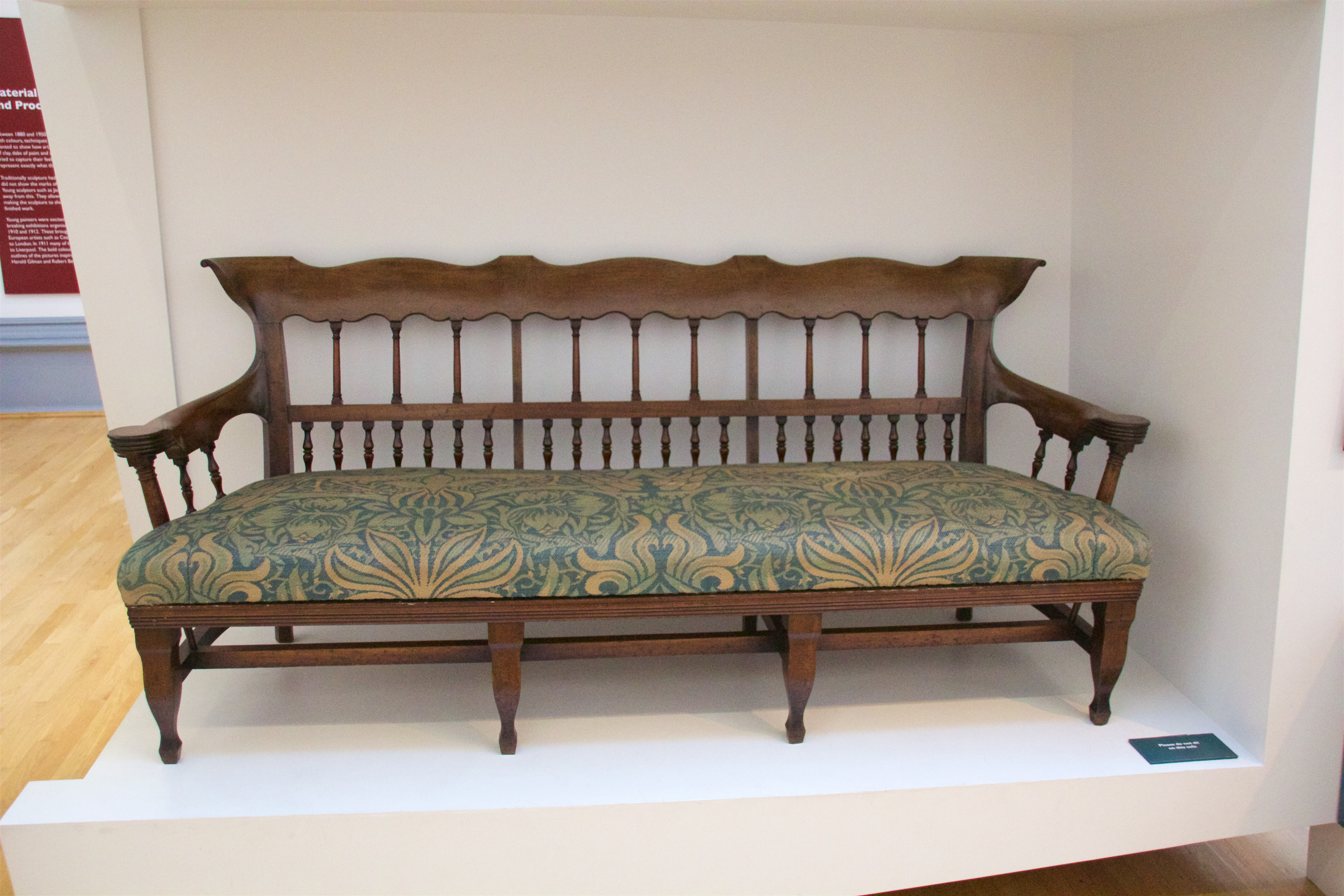
Диван, Галерея мистецтв Вокера, Ліверпуль